# Rita Rait-Kovaleva
Rita Yákovlevna Rait-Kovaliova, en ruso: Ри́та Я́ковлевна Райт-Ковалёва, de soltera Chernomórdik, (19 de abril de 1898 - 29 de diciembre de 1989) fue una escritora y traductora literaria soviética, principalmente conocida por sus traducciones de J. D. Salinger y Kurt Vonnegut al ruso. La traducción de Rait-Kovaliova de El guardián entre el centeno (The Catcher in the Rye) ganó popularidad entre los lectores soviéticos durante el Deshielo de Jrushchov al unísono del éxito de la novela.
Rait-Kovaliova recibió la Orden de la Amistad de los Pueblos y el Premio Thornton Wilder del Centro de Traducción de la Universidad de Columbia.

## Biografía
Nacida en una familia judía en el pueblo de Petrushevo, uyezd de Yelisavetgrado (hoy Kropyvnytsky), Gobernación de Jersón, entonces en el Imperio ruso, Rait-Kovaliova se graduó en la facultad de Medicina de la Universidad Estatal de Moscú en 1924. Al principio trabajó en instituciones médicas, pero simultáneamente comenzó una actividad literaria en 1920 al traducir Misterio bufo de Mayakovski al inglés. Rait-Kovaliova comenzó a enseñar inglés a continuación en la Academia Militar y Tecnológica de Leningrado. En 1938, Rait-Kovaliova se convirtió en miembro de la Unión de Escritores Soviéticos y en 1959, escribió un libro sobre Robert Burns. También publicó memorias sobre Anna Ajmátova, Vladímir Mayakovski, Velimir Jlébnikov y Borís Pasternak.

### Traducciones
Rait-Kovaliova escribió: “Solo se puede comprender realmente el lenguaje de los protagonistas de Faulkner si se conoce el pretencioso discurso sureño de los descendientes de familias ‘nobles’ y el discurso incoherente (tanto simplificado como intrincado) de los ‘blancos pobres’ y los jornaleros y aparceros negros en el que, junto con el léxico bíblico y al compás de los espirituales, se escucha la jerga del submundo con palabrotas anglosajonas".
La traducción de Rait-Kovaliova de El guardián entre el centeno (en ruso: Над пропастью во ржи) fue publicada por primera vez en la Unión Soviética en la edición de noviembre de 1960 de la revista literaria Inostránnaya Literatura. La traducción solo tuvo adaptaciones superficiales para los lectores soviéticos, como filetes rusos (kotlety) en lugar de hamburguesas. Según el filósofo ruso Borís Paramónov, Rait-Kovaliva capturó la jerga callejera del protagonista de la novela, Holden Caulfield, “sin perder la agudeza y el ingenio de la versión original”, a pesar de no haber estado nunca en los Estados Unidos. Sin embargo, también se observó que la traducción suavizó el lenguaje más tosco de Caulfield y eliminó las obscenidades. Además del inglés, Rait-Kovaliova también tradujo del francés y del alemán, incluidos autores como Franz Kafka y Heinrich Böll.